# 燕窩
燕窩又稱燕菜、燕根、燕盞、金絲等，它是名貴的烹飪原料和補品，但無研究證據支持其營養價值極高的說法。
燕窩的原料是雨燕（主要是金絲燕）在東南亞海邊峭壁的山洞中，使用其唾液配合絨毛、草葉、或植物莖稈製作的育兒巢，在幼燕孵化和長成後就會被棄置。為避免攀岩採摘上述洞燕燕巢的危險，也有農民建造人工的燕屋讓金絲燕來築巢，但這些屋燕仍和洞燕一樣自行覓食，不受飼料豢養。這些燕巢被人工挑除絨毛等雜物後才是以金絲燕唾液為主要成分的食用燕窩。
傳說中國第一個吃燕窩的人是明朝航海家鄭和。鄭和的遠洋船隊在海上遇到了大風暴，停泊在馬來群島一個荒島處，食物緊缺。無意中發現在斷石峭壁上的燕窩，於是命令部屬採摘，洗淨後用清水燉煮，用以充飢。數日後，船員各個臉色紅潤，中氣頗足。於是船隊回國時帶一些獻給明成祖。

## 历史

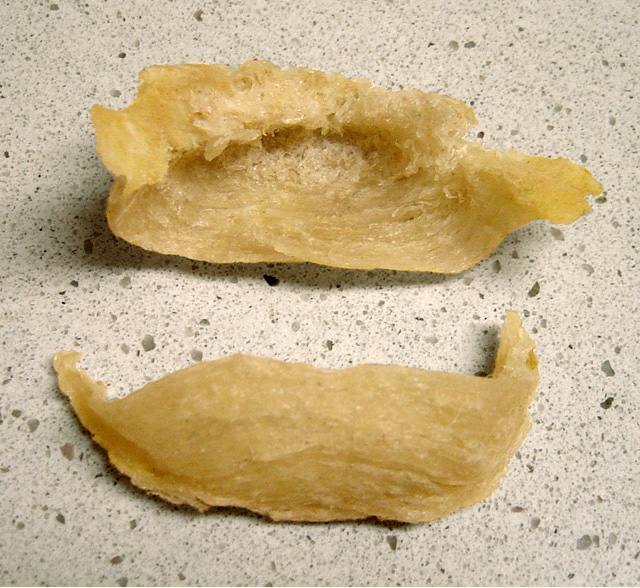
用于烹饪的干燕窝

一般认为，中国食用燕窩的历史始于明朝。中国航海家鄭和被认为是第一个品尝燕窝的华人，并在下西洋时后成为了明成祖的贡品。
但是，在马来西亚挖掘唐代瓷器时曾发现取窝铲，据此推断唐代时就已经出现了燕窝贸易
王世懋之《閩部疏》王氏謂「燕窩菜，竟不辨是何物，漳海邊已有之。燕飛渡海中，翮力倦則擲置海面，浮之若杯，身坐其中。久之，複銜以飛。多為海風吹泊山澳，誨人得知以貨。大奇大奇！」從明朝開始，燕窩成為宮廷御膳。明朝的《宛署雜記》一書中提到南北官府的大宴已有用燕窩製作的菜肴。直到清代，仍是「貴家珍品」，非尋常人家可食用。清代葉夢珠的《閱世編》卷七稱：「燕窩菜，予幼時每斤價銀八錢，然猶不輕用。順治初，價亦不甚懸絕也。其後漸長，竟至每紋銀四兩，是非大賓嚴席不輕用矣。」梁章钜《浪蹟三談》卷五亦載：「今京師好廚憶包辦酒席，惟恰外取好燕窩一兩，重用雞湯、火腿湯、麻菰湯三種瀹之，不必再攙他作料，自然名貴無比。」

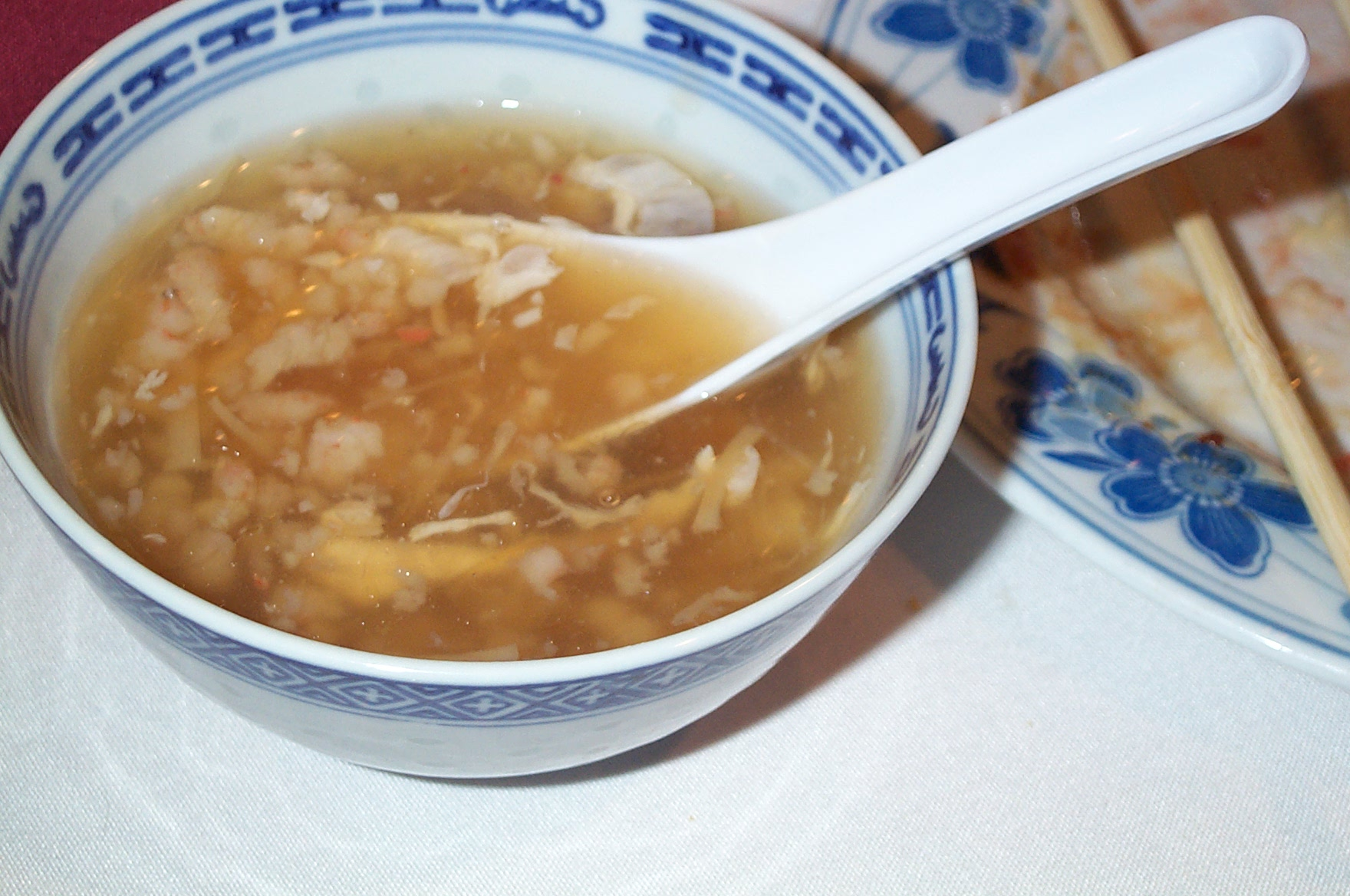
一碗燕窩

袁枚對燕窩有獨特的看法：「燕窩貴物，原不輕用。如用之，每碗必須二两，先用天泉水泡之，將銀針挑去黑絲。用嫩雞湯、好火腿湯、新蘑菇三樣滾之，看燕窩變成玉色為度。此物至清，不可以油膩雜之；此物至文，不可以武物串之。今人用雞絲，肉絲，非吃燕窩也。卻徒務其名，往往以三前生燕窩蓋碗面，如白髮數莖，使可一撩不見，空剩粗物滿碗。不得已則蘑菇絲，筍尖絲、鯽魚肚、野雞嫩片尚可用也。」《紅樓夢》第四十五回中寶釵讓黛玉服用燕窩。浙江嘉善人曹慈山著《老老恒言》，書中描述作者食用燕窩的經驗談。屈大鈞《廣東新語》及謝清高《海錄》，對燕窩亦有較詳盡記述。
吳偉業撰有《燕窩》詩：「海燕無家苦，爭銜小白魚。卻供人採食，未卜汝安居。味入金齏美，巢營玉壘虛。大官求遠物，早獻上林書。」

## 营养价值
燕窝酸。燕窝最重要的营养成分为唾液酸，含量可达10%左右。作为唾液酸含量最高的天然食材，唾液酸有时又称“燕窝酸”。
蛋白质。一般认为优质燕窝的蛋白质含量在55%以上。不同文献分别测定优质燕窝的蛋白质含量在63%左右。据此，商家往往宣传说燕窝的蛋白质含量是鸡蛋的4倍（蛋白质约12.6g/100g，水约74.6%）。但考虑燕窝含水量很低（约7~9%），又往往加水制成糖羹食用，实际蛋白质价值和鸡蛋相当。
碳水化合物。燕窝的碳水化合物含量约27%左右。
无机物。燕窝的无机元素含量较高，其中钠、钙、镁、钾含量显著较高，但燕窝也含有少量汞、铅、铬等重金属元素。
燕窝的脂肪含量很低。此外燕窝还含有维生素D、维生素B1，以及睾酮、雌二酮、孕酮等多种性激素。

## 市场
2006年Nor等人的研究指出，香港占全球燕窝进口量的50%。但结合走私和携带入境等情况，中国大陆的实际占有率在65%以上。
2010年，全球生产燕窝1514吨，印度尼西亚生产超过67%，马来西亚超过23%。2006-2010年平均每年产量增长20%。但学者认为，受到2011年血燕窝事件影响，之后几年燕窝产量都没有明显增加。2016年食用燕窝在印度尼西亚的售价在1000-10000美元/公斤之间。

## 燕窩的顏色
市面流通的燕窝一般依颜色可分为较普遍的白燕窝，及市值较高且俗称血燕的红燕窝。在一般的印象中，红燕窝被誉为等级、品质最高的燕窝，其次则是黄燕窝及白燕窝。
來自新加坡南洋理工大學的學者於2015年的科學研究中指出红燕窝的形成并非如坊间所流传的是因燕子的唾液含有血丝导致燕窝的颜色转红，而为化学反应作用所致。
研究表示燕窝是由金丝燕分泌的唾液中，所含的黏液素糖蛋白凝固硬化后形成的，而该糖蛋白链中的一种氨基酸分子，名为酪氨酸，在与经过细菌分解后的燕子的排泄物所产生的活性氮物种产生化学反应后，将从透明无色的分子，变成有色的3-硝基酪氨酸分子。因酸堿动态平衡的关系，3-硝基酪氨酸在酸性介质中呈现黄色，而去质子化的3-硝基酪氨酸负离子则在堿性介质中呈现红色，而這也就是紅燕窩的真正成因
研究也表示，在燕子筑巢的人造燕屋或天然洞窟内，白燕窝转化为红燕窝的过程中将无可避免地同时吸收蒸气中高致癌性的亚硝酸和硝酸盐，因此红燕窝存在着会对人体造成危害的可能性。

## 批评

### 環境破壞

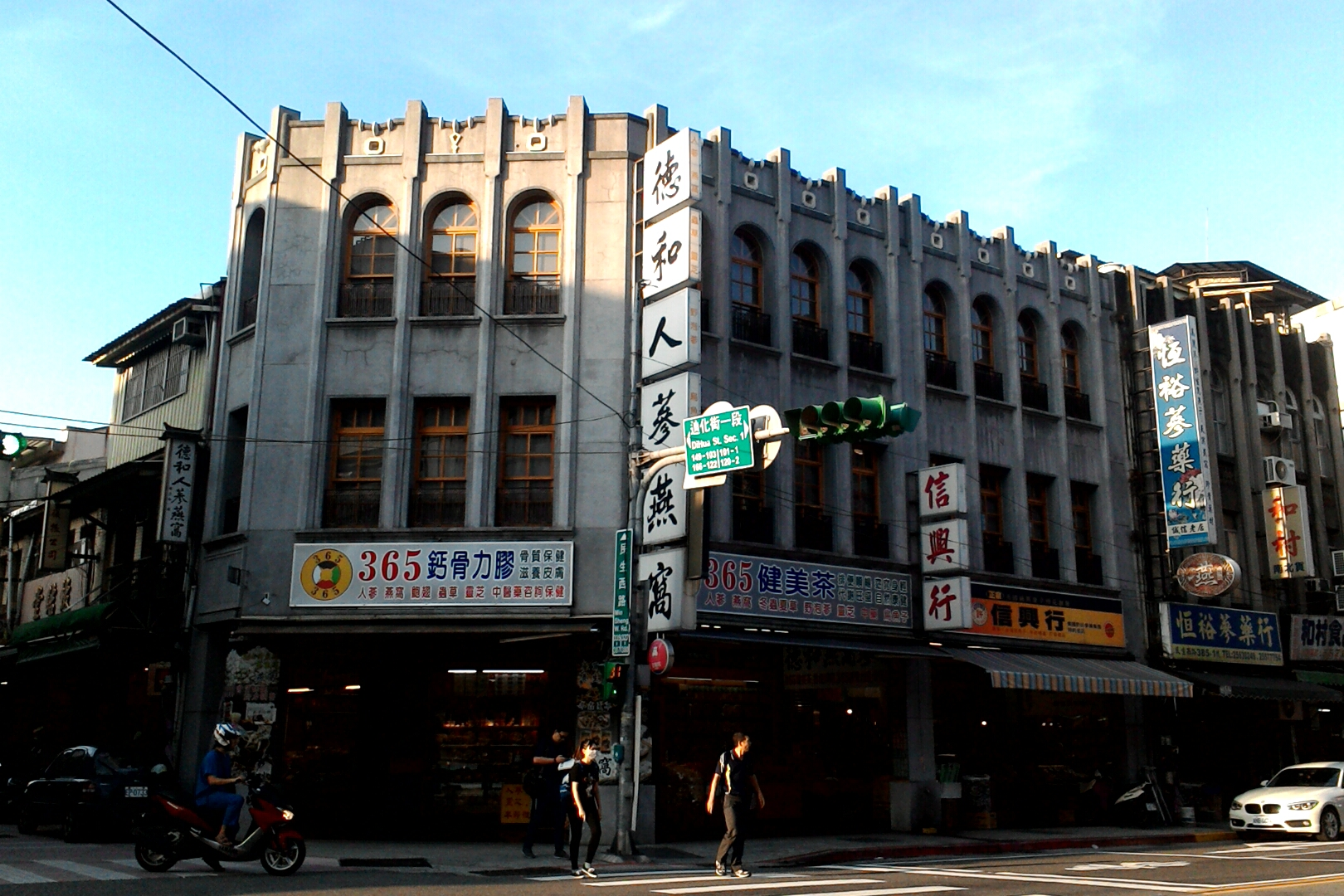
台北市大同區德和人蔘燕窩。

在一些燕窩出產地區，由於人類過度採摘，造成金絲燕瀕臨滅絕。在一些地方，比如广东燕岩、海南大洲島，已經禁止採摘燕窩。1997年，印尼發生森林大火，傳說破壞大量燕子居所，迫使牠們飛到鄰國馬來西亞，使馬來西亞也成為燕窩輸出國。中国海南大洲島金絲燕僅存15隻，規定暫緩採摘燕窩。

### 造假
2011年8月15日浙江省工商局抽查3万多例血燕窝亚硝酸盐含量全部超标，被称为“毒血燕事件”。最严重的样品亚硝酸盐含量甚至超标350倍之多。

### 过敏原
有研究发现燕窝中含有多种过敏原，并且多发于儿童，研究者呼吁燕窝生产者能开发食品加工手段来分离、去除这些过敏原 。

## 延伸阅读
[在维基数据编辑]
 《欽定古今圖書集成·博物彙編·禽蟲典·燕窩部》，出自陈梦雷《古今圖書集成》

## 相關
- 膠原蛋白

## 外部連結
- 燕窩 Yan Wo （页面存档备份，存于） 中藥標本數據庫 (香港浸會大學中醫藥學院) （繁體中文）（英文）